# Verwüstung / Invoke the Dark Age
Verwüstung / Invoke the Dark Age ist das Debütalbum der österreichischen Black-Metal-Band Abigor.

## Entstehung
Bei dem gesamten Material handelt es sich um überarbeitete Lieder von den Demoaufnahmen; die erste Aufnahme mit ausschließlich neuen Liedern war ihre EP. Die CD wurde mit einem Schwarzweiß- und einem farbigen Cover veröffentlicht; ersteres wurde auf 1000 Exemplare limitiert.

## Titelliste
1. Universe of Black Divine – 6:58
2. Kingdom of Darkness – 8:13
3. Beneath a Steel Sky – 1:52
4. Eye to Eye at Armageddon – 5:24
5. In Sin – 4:20
6. My Soft Vision in Blood – 5:50
7. Weeping Midwintertears – 4:45
8. Diabolic Unity – 3:00
9. A Spell of Dark and Evil – 2:05

Beneath a Steel Sky und A Spell of Dark and Evil wurden vom Keyboarder Rune geschrieben und eingespielt, alle anderen Titel von Abigor. Die Texte stammen von P.K.

## Gestaltung
Das Cover zeigt eines der Mitglieder mit Corpsepaint und freiem Oberkörper im Wald mit unscharfen Flammen im Vordergrund bei Tageslicht. Der Musiker ist umringt von einem Kreis mit Sigillen.
Auf der Rückseite findet sich ein Bild der drei Mitglieder mit Corpsepaint und Waffen auf einer Ruine bei Nacht neben dem Ausspruch „Gottes Thron ist unser. Wendet euch ab von Jesus Christ - dem Verlierer. Heil Satan“ und einer Abbildung von Euronymous von Mayhem.

## Musikstil und Texte
Die Band spielt auf ihrem Debüt „grimmigen, kalten Black Metal“, der mit der Musik der skandinavischen Bands vergleichbar, jedoch melodischer und schneller ist. Die Produktion ist etwas „blechern“. toroddfuglesteg von der Seite Prog Archives sieht neben starken Burzum-Einflüssen und Venom-Referenzen auch ein paar Einflüsse aus dem Zeuhl, die er jedoch für zufällig hält. Turov vom Vönger Musikmagazin sieht im Musikstil „so ziemlich alle stilistischen Black Metal Elemente, die vor dem Tode Euronymous schon einmal aufgetreten sind. Damit gemeint ist die Brutalität alter Mayhem Sachen ['Universe of Black Devine'], das Gefühlvolle der Burzum Veröffentlichungen ['My soft Vision in Blood'] und die technische Versiertheit von Emperor ['Eye to Eye at Armageddon']. Fast jeder Song enthält diese Elemente, was einen großen Abwechslungsreichtum zur Folge hat.“ Neben schnellen und langsamen Passagen werden auch Synthesizer akustische Gitarren eingesetzt (Weeping Midwintertears). Das Lied Kingdom of Darkness wiederum beginnt mit dem laut Gino Filicetti von Chronicles of Chaos wikingerartig gesungenen Dies irae über den Hintergrundgeräuschen einer Invasion mit schreienden Frauen.
Vom Black Metal weichen die von Rune geschriebenen und eingespielten Titel Beneath a Steel Sky und A Spell of Dark and Evil ab, bei denen es sich um Ambient-Musik mit darübergelegtem Klaviersolo handelt.
Die Liedtexte handeln vom Ende der Dreifaltigkeit und der Heiligen, satanistischen Ritualen, der Anbetung Satans und seiner angekündigten Herrschaft im kommenden dunklen Zeitalter.

## Kritiken
Frank Stöver bezeichnete Abigor im Voices from the Darkside als die nach Summoning beste und professionellste Black-Metal-Band Österreichs und ihr Debüt als großartige Veröffentlichung. John Chedsey von Satan Stole My Teddybear schrieb, obwohl die Band fest verwurzelt in dem, was er als die parodienhaftesten äußeren Zeichen des Black Metal ansehe („albernes“ Corpsepaint und die Photographien in den Liner Notes), sei, demonstriere sie auf Verwüstung / Invoke the Dark Age, worum es bei einem guten, soliden Black-Metal-Album gehe. Das Album transportiere durchgehend eine dunkle, nachdenkliche, wütende und furchteinflößende Atmosphäre. Es überzeuge durch Abigors Fähigkeit, scharfe Leadgitarrenläufe zu schreiben und hohe Tempi und musikalische „Angriffe“ zu variieren. Das Album sei ein guter Einstieg, wenn man Abigor noch nicht kenne, und das beste ihm bekannte der Band. Auch Turov vom Vönger Musikmagazin bezeichnete es als beste Abigor-Veröffentlichung, „einen Klassiker des Black Metal“ und eines der besten Alben des Genres. Das Album sei „sehr durchdacht arrangiert“ worden: „Die zwei Gitarrenspuren ergänzen sich großartig, das ab und zu auftretende Keyboard tut sein übriges. Man kann sagen, dieses Album ist komplexer als meinetwegen Emperors 'Anthems...', auch wenn der Sound sehr roh und ungeschliffen ist.“
toroddfuglesteg von Prog Archives zufolge fehlt es dem Album an den Qualitäten anderer Bands dieser Zeit wie Burzum, er selbst habe Abigor immer für eine drittklassige Black-Metal-Band gehalten und sich durch dieses Album bestätigt gesehen; es sei nur für unverbesserliche Black-Metal-Fans geeignet. Das acht Minuten lange Kingdom of Darkness sei jedoch ein sehr gutes Lied. Laut Gino Filicetti von Chronicles of Chaos erscheint Verwüstung / Invoke the Dark Age beim ersten Hören als typisches Black-Metal-Album, wird jedoch bei genauerem Hören durch gewisse sich entfaltende Nuancen auf eine höhere Seinsebene erhoben. Auch er gab Kingdom of Darkness als einen seiner Favoriten an.